# Seznam dílů seriálu Odstřelovač
Toto je seznam dílů seriálu Odstřelovač. Americký dramatický televizní seriál Odstřelovač byl natočený podle stejnojmenného filmu z roku 2007 a románu Stephena Huntera Point of Impact z roku 1993. Byl premiérově vysílán na televizní stanici USA Network mezi lety 2016 a 2018. Celkem vzniklo 31 dílů seriálu. 

## Přehled řad
| Řada | Díly | Premiéra v USA     | Premiéra v USA | Premiéra v ČR     | Premiéra v ČR  |
| Řada | Díly | První díl          | Poslední díl   | První díl         | Poslední díl   |
| ---- | ---- | ------------------ | -------------- | ----------------- | -------------- |
| 1    | 10   | 15. listopadu 2016 | 17. ledna 2017 | 15. prosince 2020 | 5. ledna 2021  |
| 2    | 8    | 18. července 2017  | 5. září 2017   | 6. ledna 2021     | 25. ledna 2021 |
| 3    | 13   | 21. června 2018    | 13. září 2018  | 26. ledna 2021    | 23. února 2021 |

## Seznam dílů

### První řada (2016–2017)
| Č. v seriálu | Č. v řadě | Původní název       | Český název        | Režie              | Scénář                                                   | Premiéra v USA     | Premiéra v ČR     |
| ------------ | --------- | ------------------- | ------------------ | ------------------ | -------------------------------------------------------- | ------------------ | ----------------- |
| 1            | 1         | Point of Impact     | Moment střetu      | Simon Cellan Jones | námět: John Hlavin scénář: John Hlavin a Jonathan Lemkin | 15. listopadu 2016 | 15. prosince 2020 |
| 2            | 2         | Exfil               | Otazníky           | Simon Cellan Jones | John Hlavin                                              | 22. listopadu 2016 | 16. prosince 2020 |
| 3            | 3         | Musa Qala           | Hra na schovávanou | Roxann Dawson      | Adam E. Fierro                                           | 29. listopadu 2016 | 21. prosince 2020 |
| 4            | 4         | Overwatch           | Širší měřítko      | Simon Cellan Jones | T.J. Brady a Rasheed Newson                              | 6. prosince 2016   | 22. prosince 2020 |
| 5            | 5         | Recon by Fire       | Strom svobody      | Adam Davidson      | Dara Resnik                                              | 13. prosince 2016  | 23. prosince 2020 |
| 6            | 6         | Killing Zone        | Pod palbou         | Simon Cellan Jones | Matt Bosack                                              | 20. prosince 2016  | 28. prosince 2020 |
| 7            | 7         | Danger Close        | Černý král         | Christoph Schrewe  | Tim Talbott                                              | 27. prosince 2016  | 29. prosince 2020 |
| 8            | 8         | Red on Red          | Proti sobě         | Kevin Bray         | Matthew Newman                                           | 3. ledna 2017      | 30. prosince 2020 |
| 9            | 9         | Ballistic Advantage | Udeř jako první    | Christoph Schrewe  | T.J. Brady a Rasheed Newson                              | 10. ledna 2017     | 4. ledna 2021     |
| 10           | 10        | Primer Contact      | Dotek spouště      | Simon Cellan Jones | John Hlavin                                              | 17. ledna 2017     | 5. ledna 2021     |

### Druhá řada (2017)
| Č. v seriálu | Č. v řadě | Původní název              | Český název         | Režie          | Scénář                         | Premiéra v USA    | Premiéra v ČR  |
| ------------ | --------- | -------------------------- | ------------------- | -------------- | ------------------------------ | ----------------- | -------------- |
| 11           | 1         | The Hunting Party          | Štvanice začíná     | Yuval Adler    | John Hlavin                    | 18. července 2017 | 6. ledna 2021  |
| 12           | 2         | Remember the Alamo         | Druhé Alamo         | Yuval Adler    | Will Staples                   | 25. července 2017 | 11. ledna 2021 |
| 13           | 3         | Don't Mess With Texas      | Tady jste v Texasu  | Jaime Reynoso  | T.J. Brady a Rasheed Newson    | 1. srpna 2017     | 12. ledna 2021 |
| 14           | 4         | The Dark End of the Street | Temná strana ulice  | David Straiton | Kate Barnow                    | 8. srpna 2017     | 13. ledna 2021 |
| 15           | 5         | The Man Called Noon        | Muž jménem Noon     | Lukas Ettlin   | Jennifer Cacicio a John Hlavin | 15. srpna 2017    | 18. ledna 2021 |
| 16           | 6         | Across the Rio Grande      | Za řekou Río Grande | David Straiton | Matthew Newman                 | 22. srpna 2017    | 19. ledna 2021 |
| 17           | 7         | Someplace Like Bolivia     | Jako v Bolívii      | Chloe Domont   | John Hlavin                    | 29. srpna 2017    | 20. ledna 2021 |
| 18           | 8         | That'll Be the Day         | To bude ten den     | Jaime Reynoso  | Scott Gold                     | 5. září 2017      | 25. ledna 2021 |

### Třetí řada (2018)
| Č. v seriálu | Č. v řadě | Původní název             | Český název          | Režie               | Scénář                                       | Premiéra v USA    | Premiéra v ČR  |
| ------------ | --------- | ------------------------- | -------------------- | ------------------- | -------------------------------------------- | ----------------- | -------------- |
| 19           | 1         | Backroads                 | Stezka spravedlnosti | Jaime Reynoso       | T.J. Brady a Rasheed Newson                  | 21. června 2018   | 26. ledna 2021 |
| 20           | 2         | Red Meat                  | Jatka                | David Straiton      | John Hlavin                                  | 28. června 2018   | 27. ledna 2021 |
| 21           | 3         | Sins of the Father        | Za hříchy otce       | Amanda Marsalis     | Amanda Segel                                 | 5. července 2018  | 1. února 2021  |
| 22           | 4         | The Importance of Service | Sloužit je důležité  | Christopher Schrewe | Jennifer Cacicio                             | 12. července 2018 | 2. února 2021  |
| 23           | 5         | A Call to Arms            | Do zbraně            | David Straiton      | Matt Bosack                                  | 19. července 2018 | 3. února 2021  |
| 24           | 6         | Lines Crossed             | Přes čáru            | Jessica Lowrey      | T.J. Brady a Rasheed Newson                  | 26. července 2018 | 8. února 2021  |
| 25           | 7         | Swing Vote                | Nejvyšší soud        | Christoph Schrewe   | Scott Gold a Tim Walsh                       | 2. srpna 2018     | 9. února 2021  |
| 26           | 8         | The Red Badge             | Cestou odvahy        | Chloe Domont        | John Hlavin                                  | 9. srpna 2018     | 10. února 2021 |
| 27           | 9         | Alpha Dog                 | Bratrstvo            | Hanelle Culpepper   | Amanda Segel                                 | 16. srpna 2018    | 15. února 2021 |
| 28           | 10        | Orientation Day           | Odpovědi             | David Straiton      | Jennifer Cacicio a Desta Tedros Reff         | 23. srpna 2018    | 16. února 2021 |
| 29           | 11        | Family Fire               | Rodina v ohrožení    | Ami Canaan Mann     | Eric Anderson a Matt Bosack                  | 30. srpna 2018    | 18. února 2021 |
| 30           | 12        | Patron Saint              | Anděl strážný        | Millicent Shelton   | David Daitch, Katie Johnson a Matthew Newman | 6. září 2018      | 22. února 2021 |
| 31           | 13        | Red Light                 | Konečná              | David Straiton      | John Hlavin                                  | 13. září 2018     | 23. února 2021 |